# Борки (Руднянский район)
Борки — деревня в Руднянском районе Смоленской области России. Входит в состав Понизовского сельского поселения. Население — 241 житель (2007 год). 
Расположена в западной части области в 43 км к северу от Рудни, в 23 км западнее автодороги Р133 Смоленск — Невель. В 44 км южнее деревни расположена железнодорожная станция Рудня на линии Смоленск — Витебск. 

## История
В годы Великой Отечественной войны деревня была оккупирована гитлеровскими войсками в июле 1941 года, освобождена в октябре 1943 года.